# Stiven Rivera
John Stiven Rivera Murillo (Cali, Valle del Cauca, Colombia; 23 de febrero de 1992) es un futbolista colombiano. Juega de centrocampista.

## Biografía
Nació en 1992, tiene una estatura promedio de 1,70 y era una de las promesas de la escasa cantera americana, que tras la llegada del director deportivo Salvador Suay se ha ido deteriorando. Al margen de la llegada de refuerzos extranjeros, Jhon Jairo López tenía en sus planes para fortalecer la línea creativa del equipo a Steven Rivera.

## Clubes
| Club                 | País     | Año         |
| -------------------- | -------- | ----------- |
| América de Cali      | Colombia | 2015 - 2016 |
| Ñublense             | Chile    | 2016 - 2017 |
| Jaguares de Córdoba  | Colombia | 2018        |
| Boca Juniors de Cali | Colombia | 2019        |

## Estadísticas
| Club                       | Temporada           | Liga  | Liga  | Copa Nacional | Copa Nacional | Copa Internacional | Copa Internacional | Total | Total | Prom. · |
| Club                       | Temporada           | Part. | Goles | Part.         | Goles         | Part.              | Goles              | Part. | Goles | Prom. · |
| -------------------------- | ------------------- | ----- | ----- | ------------- | ------------- | ------------------ | ------------------ | ----- | ----- | ------- |
| América de Cali · Colombia | 2015                | 8     | 0     | 3             | 2             | -                  | -                  | 11    | 2     | 0,18    |
| América de Cali · Colombia | 2016                | 0     | 0     | 0             | 0             | -                  | -                  | 0     | 0     | 0,0     |
| América de Cali · Colombia | Total               | 8     | 0     | 3             | 2             | 0                  | 0                  | 11    | 2     | 0,18    |
| Ñublense · Chile           | 2016/17             | 6     | 0     | 0             | 0             | -                  | -                  | 6     | 0     | 0,00    |
| Ñublense · Chile           | Total               | 6     | 0     | 0             | 0             | 0                  | 0                  | 6     | 0     | 0,0     |
| Total en su carrera        | Total en su carrera | 14    | 0     | 3             | 2             | 0                  | 0                  | 17    | 2     | 0,18    |